# Henri Duparc (regista)
Henri Duparc (Forecariah, 23 dicembre 1941 – Parigi, 18 aprile 2006) è stato un regista e sceneggiatore guineano naturalizzato ivoriano.
Fu, saltuariamente, anche produttore, attore e montatore.
È considerato il maestro della commedia cinematografica africana.

## Biografia
Nato nel 1941 a Forecariah, in Guinea, negli anni sessanta Henri Duparc studiò cinema: prima a Belgrado, poi - tra il 1964 e il 1966 - all'IDHEC di Parigi (diventato in seguito FEMIS). Nel 1967, va a vivere in Costa d'Avorio, che diventa la sua patria d'adozione. Qui, gira i suoi primi film per la SIC (Société Ivoirienne de Cinéma), organismo del governo ivoriano.
Quando, negli anni ottanta, la SIC chiude i battenti, Duparc fonda una sua propria compagnia, la FOCALE 13, che produce per le istituzioni filmati su commissione. Nel 1986, il regista paga di tasca propria la produzione di Aya, una serie tv per l'infanzia che ha grande successo e i cui proventi gli permettono di girare nel 1988 Bal Poussière, film tratto da una vecchia sceneggiatura che risale agli anni sessanta, scritta all'epoca dell'IDHEC.
La carriera di regista di Duparc prende il volo. Con Bal Poussière, vince numerosi premi e Le Sixième Doigt gli vale il premio speciale della giuria al festival di Namur. Diventato noto in Europa e in America, Duparc è famoso in Africa: Rue Princesse, girato nel 1993, incontra un tale successo che, con lo stesso nome, viene ribattezzata la via più frequentata di Abidjan, la città più importante della Costa d'Avorio.
Nel 1997, mette in cantiere una co-produzione tra FOCALE 13 e il Centre Cinématographique Marocain, Un couleur cafe.

## Filmografia

### Regista
- Mouna ou le rêve d'un artiste (1969)
- Abusuan (1972)
- L'Herbe sauvage (1978)
- Bal Poussière (1989)
- Le Sixième Doigt (1990)
- Rue Princesse (1994)

### Sceneggiatore
- Le Sixième Doigt, regia di Henri Duparc (1990)